# Prüfstand 1
O Prüfstand 1 (P1) "Estande de teste 1", era uma instalação do Centro de Pesquisas do Exército de Peenemünde para a realização de testes de combustão estática. O P1 consistia em uma subestrutura de concreto de 15 metros de altura com uma estrutura de aço no topo. Vagões ferroviários com combustível podem entrar nessa subestrutura. Também nesta subestrutura havia uma sala de medição, uma oficina, um escritório e cilindros para armazenar nitrogênio comprimido.

## Descrição
O P1 foi projetado para testes de combustão de motores com empuxo de até 1 MN. Serviu como um precursor das bancadas de teste da série perto de Ober-Raderach ("Vorwerk-Raderach"). Em 21 de abril de 1940, o motor do foguete A4 foi testado com sucesso pela primeira vez no Prüfstand 1.

## Galeria
- Motor do foguete A-4 sendo testado no Prüfstand 1.
- Sala de controle do Prüfstand 1, Kurt Heinisch pode ser visto.
- Outro ângulo da sala de controle do Prüfstand 1, Von Braun no periscópio.